# 法性寺 (埼玉県小鹿野町)

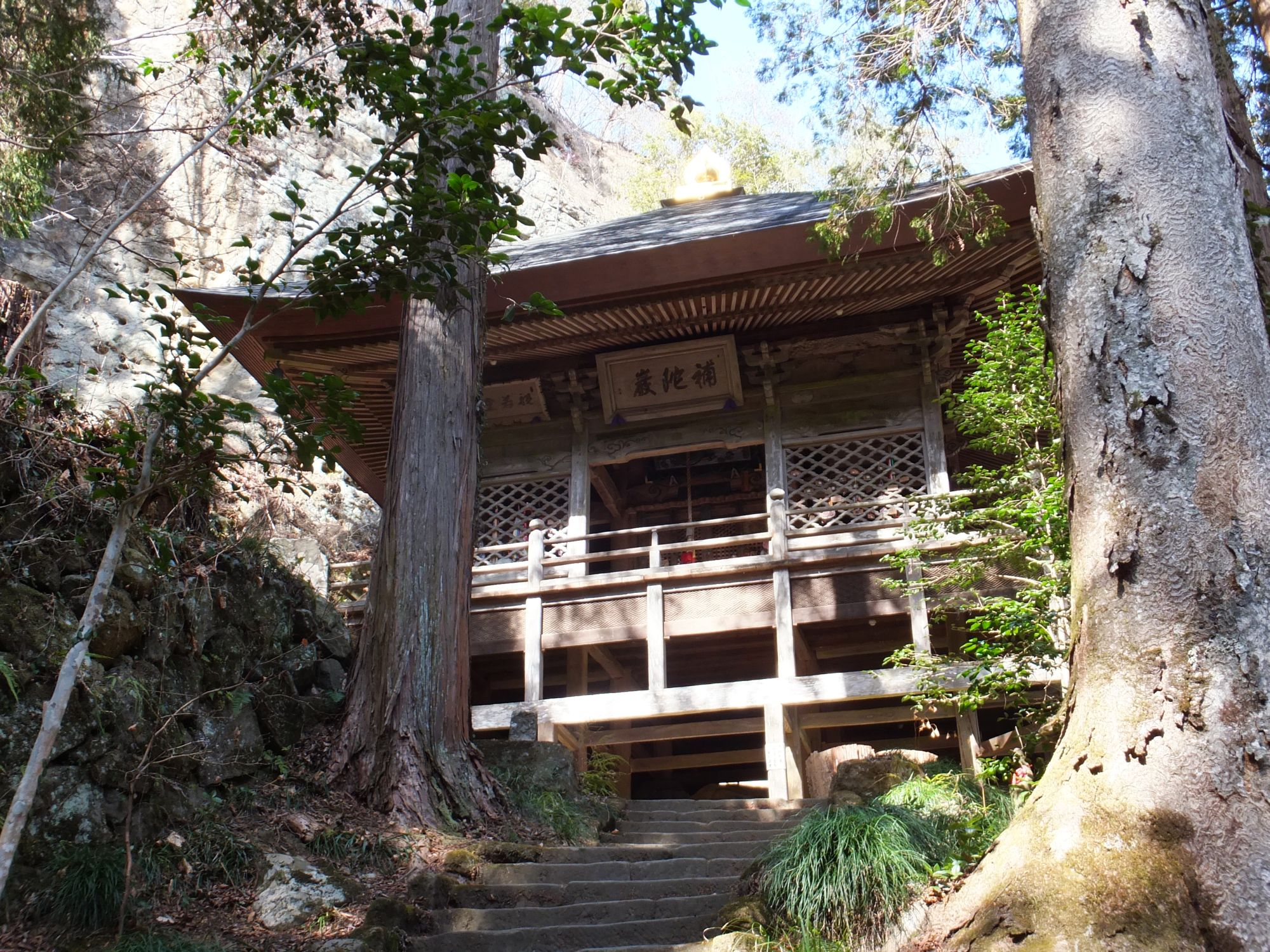
観音堂

法性寺（ほうしょうじ）は、埼玉県秩父郡小鹿野町にある曹洞宗の寺院で、山号は般若山と号する。
本尊真言：おん あろりきゃ そわか
ご詠歌：願わくは般若の舟にのりをえむ いかなる罪も浮かぶとぞきく

## 歴史
奈良時代、行基によって開山されたといわれている。行基は当地で観音菩薩像を彫り、岩場に安置した。これが当寺の起源である。その後、延暦年間（782年 - 806年）に弘法大師空海が大般若経600巻を奉納したと伝えられる。
1232年（貞永元年）の眼応玄察の中興が、古文献の上で明らかな歴史になる。その頃は密教系の宗派であったと推測されている。江戸時代の智外宗察の再中興の際に曹洞宗に転宗した。
なお、本堂から100メートル奥に行くと「観音堂」がある。更に奥へと進むと「奥の院」があるが、鎖場もあるため、一種の登山をするつもりで、装備と体力と気力を持って臨む必要がある。

## 文化財
- 長享二年秩父札所番付（埼玉県指定有形文化財 昭和34年3月20日指定）[4]
- 木造聖観音立像（小鹿野町指定有形文化財 昭和34年8月24日指定）[5]
- 木造蔵王権現像（小鹿野町指定有形文化財 昭和34年8月24日指定）[5]
- 法性寺観音堂（小鹿野町指定有形文化財 平成11年11月24日指定）[5]
- 大般若経（小鹿野町指定有形文化財 平成11年11月24日指定）[5]
- 札所三十二番般若山法性寺（小鹿野町指定史跡 昭和37年9月20日指定）[5]

## 交通アクセス
- 皆野大塚ICより車19分。
- 西武秩父駅より 小鹿野町営バス（西武秩父線）にて「長若中学校前」下車 徒歩30分（約2km）
- 西武秩父駅または秩父駅より西武観光バス「小鹿野車庫・栗尾ゆき」にて
  - 「三島」下車 徒歩42分（約3km）※峠道
  - 「松井田」下車 徒歩1時間（約4km）

## 前後の札所
秩父札所（江戸巡礼古道）
31 観音院 --（12km：大日峠経由）-- 32 法性寺 -- (7.5km：松井田経由)-- 33 菊水寺

## 関連文献
- 「般若村 法性寺」『新編武蔵風土記稿』 巻ノ261秩父郡ノ17、内務省地理局、1884年6月。NDLJP:764014/77。